# Route nationale 77ter
Die Route nationale 77Ter, kurz N 77Ter oder RN 77Ter, war eine französische Nationalstraße.
Sie wurde 1906 festgelegt. Ihre Aufgabe war es zwei belgische Straßen miteinander zu verbinden, welche heute die als Nationalstraße 810 tragen. Ihre Länge betrug 5 Kilometer. Sie hat keine gemeinsame Kreuzung mit einer anderen französischen Nationalstraße. Einzig gab es eine indirekte Verbindung über die belgische Nationalstraße 810 mit der belgischen Nationalstraße 89, welche als die Fortsetzung der frz. Nationalstraße 77 angesehen werden kann. Der Kreuzungspunkt der beiden belgischen Nationalstraßen befindet sich südöstlich von Bouillon. 1973 erfolgte die Abstufung der N 77ter zur Départementsstraße 777. Die fortlaufende Kilometrierung der Straße hat mit der belgischen N 810 einen gemeinsamen Nullpunkt.